# Douglas Everett
Douglas Newton „Doug” Everett (Cambridge, Massachusetts, 1905. április 3. –  Concord, New Hampshire, 1996. szeptember 14.) olimpiai ezüstérmes amerikai jégkorongozó, bankár.
A Dartmouth College-on játszott, mint jégkorongozó és az egyik legjobb védőnek számított. 1926-ban diplomázott és tovább játszott amatőrként, miközben már bankár volt. Az 1932. évi téli olimpiai játékokon, a jégkorongtornán, Lake Placidban, játszott a amerikai jégkorong-válogatottban. Csak négy csapat indult. Oda-visszavágós rendszer volt. A kanadaiaktól kikaptak 2–1-re, majd 2–2-es döntetlent játszottak. A németeket 7–0-ra és 8–0-ra győzték le, végül a lengyeleket 5–0-ra és 4–1-re verték. Ez az olimpia világbajnokságnak is számított, így világbajnoki ezüstérmesek is lettek. 5 mérkőzésen játszott és 4 gólt ütött.
Később a Merrill & Everett cégvezére lett.
1974-ben beválasztották az Amerikai Jégkorong Hírességek Csarnokába.